# Jehuda ha-Nasi
Jehuda ha-Nasi (hebrejsky יהודה הנשיא‎, přibližně 165 – 217) zvaný též Rabi („učitel“, „mistr“) nebo Rabejnu ha-kadoš („Náš svatý učitel“) byl tanaita a vůdčí osobnost židovské společnosti v Judeji v 2. až 3. století našeho letopočtu. Podle židovské tradice byl posledním redaktorem a tedy i kodifikátorem Mišny. Většinu svého života strávil v Bejt Še'arim, kde je i pohřben.
Jeho titul, nasi, znamená zhruba kníže (v moderní hebrejštině ovšem znamená prezident), který nosili představení Sanhedrinu a patriarchové (představení židovské komunity v římské Palestině). Podle tradice byl potomkem krále Davida, stejně jako jeho otec raban Šim'on ben Gamli'el II., jenž pocházel z rodu Hilela staršího.